# Matthew Spiranovic
Matthew „Matt“ Spiranovic [ʃpiranɔʋitɕ] (* 27. Juni 1988 in Geelong, kroatische Schreibweise: Matthew Špiranović) ist ein ehemaliger australischer Fußballspieler kroatischer Abstammung.

## Hintergrund
Matthew Spiranovics' Großeltern – sowohl die von der väterlichen Linie als auch die Eltern der Mutter – stammen aus Kroatien: Der Großvater väterlicherseits verließ 1944 die Dalmatische Küste und ging nach England, wo seine Söhne zur Welt kamen, unter anderem der Vater von Matthew. Die Familie zog schließlich 1960 nach Australien, wo sie sich in Launceston auf der Insel Tasmanien niederließen. Der Vater von Matthew Spiranovic spielte selbst Fußball und zog 1978 nach Geelong im Bundesstaat Victoria, wo 1988 Matthew zur Welt kam.

## Karriere

### Verein
Spiranovic spielte in der Jugend bei den North Geelong Warriors, Keilor Park und den Melbourne Knights, bevor der sich dem Victorian Institute of Sport in Melbourne anschloss und die dortige Fußballschule absolvierte. 
2005 spielte der gelernte Innenverteidiger für Melbourne Victory in einem Qualifikationsspiel für die FIFA-Klub-Weltmeisterschaft gegen Adelaide, bekam aber als 17-Jähriger noch keinen der drei U-20-Plätze im Aufgebot der A-League-Mannschaft von Victory. Danach wechselte er an das Australian Institute of Sport (AIS) in die australische Hauptstadt Canberra.
Dort wurden die Verantwortlichen des 1. FC Nürnberg auf Spiranovic aufmerksam. Nach einem Probetraining entschloss man sich Ende 2006, den großgewachsenen Abwehrspieler (1,93 m) zu verpflichten. Seit 1. Januar 2007 steht der Australier beim „Club“ unter Vertrag. Um auch in der Oberliga-Mannschaft eingesetzt werden zu können, beantragte Spiranovic vor seinem Wechsel nach Nürnberg einen britischen Pass. Somit gilt er als EU-Ausländer. 
Nachdem er in mehreren Vorbereitungsspielen auf die Rückrunde der Saison 2006/07 eine überzeugende Leistung abgeliefert hatte, gab er bereits im zweiten Rückrundenspiel am 30. Januar 2007 sein Debüt, als er gegen Borussia Mönchengladbach in der Nachspielzeit für Marek Nikl eingewechselt wurde. Am 2. Februar, gegen den FC Bayern München, stand Spiranovic nach einer Verletzung von Nikl erstmals in der Startelf und spielte 45 Minuten, zweimal spielte er in der Saison über volle 90 Minuten. Im Halbfinale und am 26. Mai 2007 Finale des DFB-Pokal-Wettbewerbs kam er als Einwechselspieler zum Einsatz und gewann mit dem 1. FC Nürnberg den Pokal.
Seine erste komplette Saison in Nürnberg verlief wenig glücklich. Am sechsten Spieltag kam Spiranovic erstmals zum Einsatz und spielte auch einmal im UEFA-Cup. In seinem fünften Saisonspiel musste er wegen einer Verletzung passen. Für den Rest der Saison steckte der Verein im Abstiegskampf und der junge Australier wurde auch verletzungsbedingt nur noch zweimal eingesetzt. Schließlich musste der Verein den Weg in die 2. Bundesliga antreten. In der Saison 2008/09 kam Spiranovic dort zu acht Einsätzen und spielte auch in der zweiten Runde des DFB-Pokals gegen Bayern München, wobei er stets über 90 Minuten auf dem Platz stand. Dann zwang ihn eine schwere Verletzung zu einer mehrmonatigen Pause, wodurch dem Verein der zweite Innenverteidiger langfristig ausfiel. Erst gegen Ende der Saison kehrte Spiranovic zurück und wurde noch einige Male in der zweiten Mannschaft eingesetzt. Trotz der Umstellungen in der Abwehr hatte der 1. FC Nürnberg über die Saison gesehen die mit Abstand beste Abwehr der Liga und kehrte nach Erreichen des dritten Platzes und erfolgreicher Relegation wieder in die Bundesliga zurück. Dort kam Spiranovic in der Hinrunde nur zu einem Einsatz und wechselte in der Winterpause auf Leihbasis zu den Urawa Red Diamonds in die J. League. 

### Nationalmannschaft
Matthew Spiranovic gehörte schon sehr früh den australischen Jugendauswahlmannschaften an. In der U-17-Auswahl Australiens war er Stammspieler und wurde 17-mal aufgeboten. Bei der U-17-Weltmeisterschaft 2005 in Peru spielte er alle drei Partien der Australier. Nach einem Jahr in der U-20 wurde er bereits mit 19 Jahren in die U-23-Nationalmannschaft aufgenommen und gab am 23. Mai 2008 sein Debüt in der A-Nationalmannschaft als Einwechselspieler in einem Freundschaftsspiel, dem kurz darauf ein zweiter Einsatz von Beginn an in der WM-Qualifikation folgte. Bei den Olympischen Spielen 2008 in Peking trat Spiranovic in der Olympiaauswahl (U-23) in allen Gruppenspielen für sein Heimatland an.

## Titel / Erfolge
- Weinstein-Medaille 2005 für den herausragendsten Jugendspieler in Victoria
- DFB-Pokal-Sieger 2007 mit dem 1. FC Nürnberg
- Aufstieg in die 1. Bundesliga 2009 mit dem 1. FC Nürnberg
- AFC Champions League 2014 mit Western Sydney Wanderers[2]